# ダノンエアズロック
ダノンエアズロック（欧字名:Danon Ayers Rock、2021年2月26日 - ）は、日本の競走馬。
馬名の由来は、冠名＋オーストラリアの一枚岩の名前。

## 戦績

### デビュー前
2021年2月26日、北海道安平町・ノーザンファームにて誕生。父はGI6勝馬のモーリス、母はオーストラリアGI4勝馬のモシーン。2022年7月11日に行われた1歳馬のセレクトセールにて、馬主の野田順弘によって、1歳馬セール史上2位の価格となる4億5000万円（税抜き）で落札された。

### 2歳（2023年）
2023年6月11日、東京競馬場第5レースの2歳新馬戦（芝1800m）にてデビュー。鞍上にはダミアン・レーンを起用した。先頭を争う形でレースを進め、直線で後続を放し新馬勝ちを収めた。2戦目はアイビーステークスに参戦。前目2番手につけ追走し、接戦にはなったが難なく連勝。

### 3歳（2024年）
3歳シーズンは弥生賞ディープインパクト記念から始動した。2番人気と注目される中レースを迎えたが、直線で伸びることなく7着。後に、軽度の右後肢外側副管骨の骨折が判明。ノーザンファームしがらきへ放牧に出された。
復帰初戦に陣営はプリンシパルステークス（L）を選択した。道中は前目で追走し、直線では鞍上の鞭に反応して加速。最後は持ったままで入線し1着。東京優駿への優先出走権を獲得した。

## 競走成績
以下の内容は、netkeiba.comおよびJBISサーチの情報に基づく。
| 競走日     | 競馬場 | 競走名             | 格   | 距離（馬場）  | 頭 数 | 枠 番 | 馬 番 | オッズ （人気） | 着順 | タイム （上り3F） | 着差 | 騎手        | 斤量 [kg] | 1着馬（2着馬）         | 馬体重 [kg] |
| ---------- | ------ | ------------------ | ---- | ------------- | ----- | ----- | ----- | --------------- | ---- | ----------------- | ---- | ----------- | --------- | ---------------------- | ----------- |
| 2023.06.11 | 東京   | 2歳新馬            |      | 芝1800m（稍） | 9     | 2     | 2     | 001.40（1人）   | 01着 | R1:48.1（35.2）   | -0.2 | 0D.レーン   | 55        | （ピースヒロフェイス） | 466         |
| 0000.10.21 | 東京   | アイビーS          | L    | 芝1800m（良） | 6     | 1     | 1     | 002.90（2人）   | 01着 | R1:48.2（32.7）   | -0.1 | 0J.モレイラ | 56        | （ホウオウプロサンゲ） | 486         |
| 2024.03.03 | 中山   | 弥生賞ディープ記念 | GII  | 芝2000m（良） | 11    | 7     | 9     | 003.10（2人）   | 07着 | R2:00.7（35.7）   | -0.9 | 0R.キング   | 57        | コスモキュランダ       | 504         |
| 0000.05.04 | 東京   | プリンシパルS      | L    | 芝2000m（良） | 13    | 8     | 13    | 002.30（1人）   | 01着 | R1:59.6（33.4）   | -0.2 | 0J.モレイラ | 57        | （メリオーレム）       | 492         |
| 0000.05.26 | 東京   | 東京優駿           | GI   | 芝2400m（良） | 17    | 5     | 9     | 012.70（5人）   | 14着 | R2:25.6（34.1）   | -1.3 | 0J.モレイラ | 57        | ダノンデサイル         | 492         |
| 0000.10.06 | 東京   | 毎日王冠           | GII  | 芝1800m（良） | 14    | 5     | 7     | 011.50（6人）   | 06着 | R1:45.4（33.3）   | -0.3 | 0鮫島克駿   | 55        | シックスペンス         | 498         |
| 0000.11.30 | 京都   | チャレンジC        | GIII | 芝2000m（良） | 15    | 8     | 14    | 004.70（1人）   | 07着 | R1:59.4（36.3）   | -1.2 | 0R.ムーア   | 55        | ラヴェル               | 500         |
| 2025.05.10 | 東京   | エプソムC          | GIII | 芝1800m（稍） | 18    | 8     | 17    | 005.50（2人）   | 06着 | R1:44.7（35.3）   | -0.8 | 0D.レーン   | 57        | セイウンハーデス       | 498         |
| 0000.06.14 | 東京   | ジューンS          | OP   | 芝1800m（良） | 15    | 3     | 5     | 003.10（1人）   | 05着 | R1:48.3（34.3）   | -0.3 | 0D.レーン   | 57        | シルトホルン           | 502         |

- 競走成績は2025年6月14日現在

## 血統表
| ダノンエアズロックの血統       | ダノンエアズロックの血統           | ダノンエアズロックの血統         | （血統表の出典）                 | （血統表の出典）      |
| 父系                           | ロベルト系                         | ロベルト系                       | ロベルト系                       | [ § 2 ]               |
| 父 モーリス 2011 鹿毛          | 父の父スクリーンヒーロー 2004 栗毛 | *グラスワンダー                  | Silver Hawk                      | Silver Hawk           |
| 父 モーリス 2011 鹿毛          | 父の父スクリーンヒーロー 2004 栗毛 | *グラスワンダー                  | Ameriflora                       |                       |
| 父 モーリス 2011 鹿毛          | 父の父スクリーンヒーロー 2004 栗毛 | ランニングヒロイン               | *サンデーサイレンス              | *サンデーサイレンス   |
| 父 モーリス 2011 鹿毛          | 父の父スクリーンヒーロー 2004 栗毛 | ランニングヒロイン               | ダイナアクトレス                 |                       |
| 父 モーリス 2011 鹿毛          | 父の母メジロフランシス 2001 鹿毛   | *カーネギー                      | Sadler's Wells                   | Sadler's Wells        |
| 父 モーリス 2011 鹿毛          | 父の母メジロフランシス 2001 鹿毛   | *カーネギー                      | Detroit                          |                       |
| 父 モーリス 2011 鹿毛          | 父の母メジロフランシス 2001 鹿毛   | メジロモントレー                 | *モガミ                          | *モガミ               |
| 父 モーリス 2011 鹿毛          | 父の母メジロフランシス 2001 鹿毛   | メジロモントレー                 | メジロクインシー                 |                       |
| 母 *モシーン Mosheen 2008 鹿毛 | 母の父Fastnet Rock 2001 鹿毛       | *デインヒル                      | Danzig                           | Danzig                |
| 母 *モシーン Mosheen 2008 鹿毛 | 母の父Fastnet Rock 2001 鹿毛       | *デインヒル                      | Razyana                          |                       |
| 母 *モシーン Mosheen 2008 鹿毛 | 母の父Fastnet Rock 2001 鹿毛       | Piccadilly Circus                | *ロイヤルアカデミーII            | *ロイヤルアカデミーII |
| 母 *モシーン Mosheen 2008 鹿毛 | 母の父Fastnet Rock 2001 鹿毛       | Piccadilly Circus                | Gatana                           |                       |
| 母 *モシーン Mosheen 2008 鹿毛 | 母の母Sumehra 2002 鹿毛            | *ストラヴィンスキー              | Nureyev                          | Nureyev               |
| 母 *モシーン Mosheen 2008 鹿毛 | 母の母Sumehra 2002 鹿毛            | *ストラヴィンスキー              | Fire the Groom                   |                       |
| 母 *モシーン Mosheen 2008 鹿毛 | 母の母Sumehra 2002 鹿毛            | Miss Priority                    | Kaapstad                         | Kaapstad              |
| 母 *モシーン Mosheen 2008 鹿毛 | 母の母Sumehra 2002 鹿毛            | Miss Priority                    | Benediction                      |                       |
| 母系(F-No.)                    | モシーン(AUS)系(FN:6-e)            | モシーン(AUS)系(FN:6-e)          | モシーン(AUS)系(FN:6-e)          | [ § 3 ]               |
| 5代内の近親交配                | Northern Dancer 5×5･5 Danzig 5×4   | Northern Dancer 5×5･5 Danzig 5×4 | Northern Dancer 5×5･5 Danzig 5×4 | [ § 4 ]               |
| 出典                           | 1. 2. 3. 4.                        | 1. 2. 3. 4.                      | 1. 2. 3. 4.                      | 1. 2. 3. 4.           |

- 母のモシーンは2011年のクラウンオークス、2012年のオーストラリアンギニー、ランドウィックギニーズ、ストームクイーンステークスの勝ち馬[16]。
- 半姉のプリモシーン（2015年生 父ディープインパクト）は2018年のフェアリーステークス、関屋記念、2020年の東京新聞杯の勝ち馬[17]。